# Penny Johnson Jerald

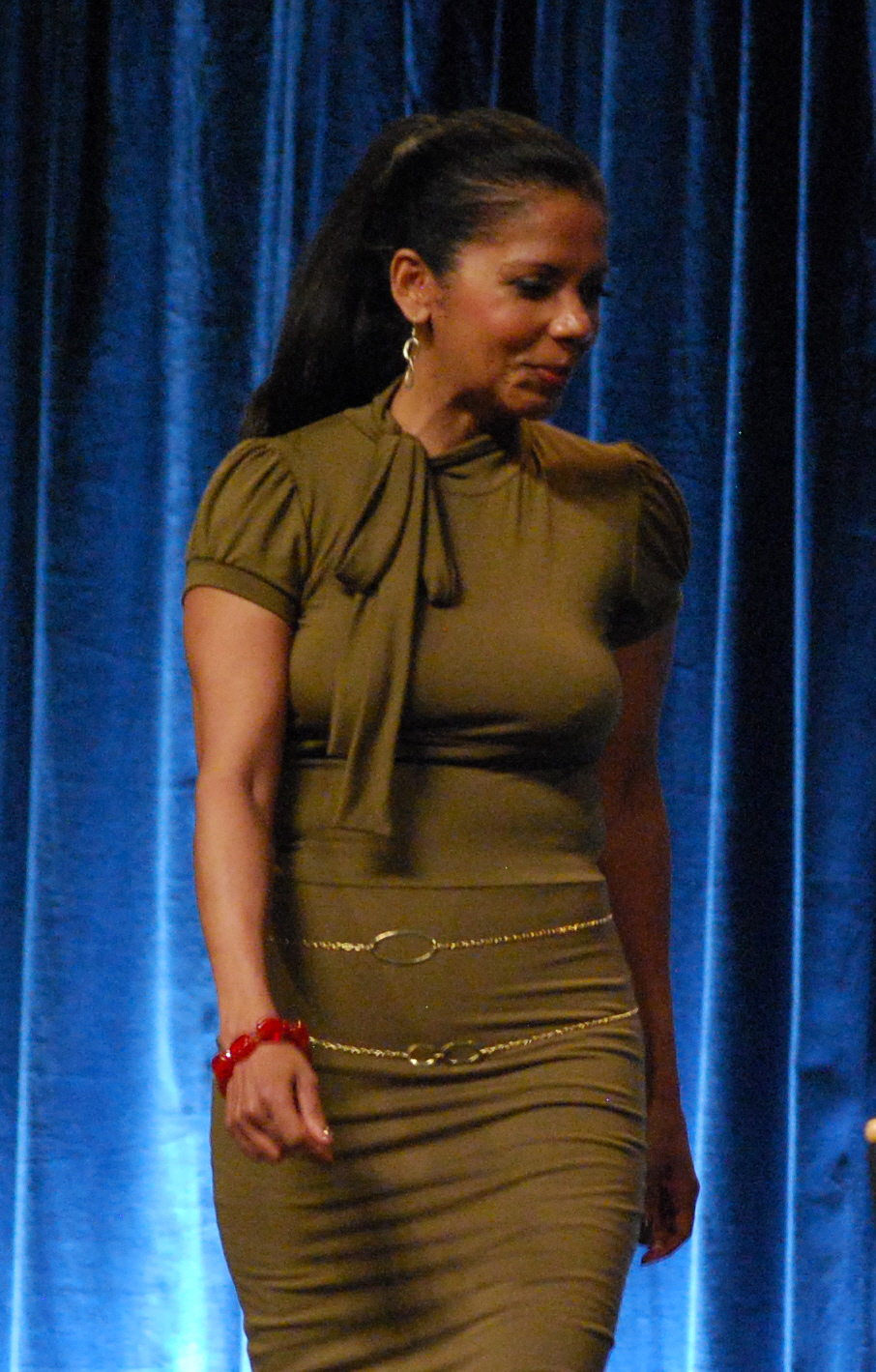
Penny Johnson Jerald (2012)

Penny Johnson Jerald (* 14. März 1961) ist eine US-amerikanische Schauspielerin.

## Leben
Jerald tritt seit 1983 als Schauspielerin in Erscheinung, ihr Schaffen umfasst mehr als 70 Produktionen. Sie wurde vor allem in den frühen 2000er Jahren durch die Rolle der Sherry Palmer in den ersten Staffeln der Fernsehserie 24 bekannt. Sie absolvierte viele Gastauftritte in bekannten Fernsehserien wie Star Trek: Deep Space Nine, Star Trek: Das nächste Jahrhundert, Akte X – Die unheimlichen Fälle des FBI, Frasier, Grace, Cosby und Practice – Die Anwälte. 2003 spielte Johnson Jerald die US-Außenministerin Condoleezza Rice in DC 9/11: Time of Crisis. Von 2007 bis 2008 spielte sie die Rolle der Dean Etwood in der Dramaserie October Road. Von der vierten bis zur siebten Staffel war sie als Captain Victoria Gates in der Krimiserie Castle zu sehen. Seit 2017 verkörpert sie in der Science-Fiction-Serie The Orville die Rolle der Schiffsärztin Dr. Claire Finn.

## Filmografie (Auswahl)
- 1984: Swing Shift – Liebe auf Zeit (Swing Shift)
- 1984: T. J. Hooker (Fernsehserie, Folge 4x05)
- 1985: Im Todestal der Wölfe (The Hills Have Eyes Part 2)
- 1989: NAM – Dienst in Vietnam (Tour of Duty, Fernsehserie, Folge 2x03: Die Delta Einheit)[2]
- 1991: Columbo: Der erste und der letzte Mord (Caution: Murder Can Be Hazardous to Your Health, Fernsehreihe)
- 1991: Parker Lewis – Der Coole von der Schule (Parker Lewis Can’t Lose, Fernsehserie, Folge 1x13)
- 1992–1998: Die Larry Sanders Show (The Larry Sanders Show, Fernsehserie, 81 Folgen)
- 1993: Tina – What’s Love Got to Do with It? (What’s Love Got to Do with It)
- 1994: Raumschiff Enterprise – Das nächste Jahrhundert (Star Trek: The Next Generation, Fernsehserie, Folge 7x13)
- 1995–1999: Star Trek: Deep Space Nine (Fernsehserie, 17 Folgen)
- 1997: Absolute Power
- 1998–1999: Emergency Room – Die Notaufnahme (ER, Fernsehserie, 9 Folgen)
- 2001–2004: 24 (Fernsehserie, 45 Folgen)
- 2003: Frasier (Fernsehserie, Folge 11x07)
- 2006: The Path to 9/11 – Wege des Terrors (The Path to 9/11)
- 2007–2008: October Road (Fernsehserie, 10 Folgen)
- 2009–2010: Navy CIS (NCIS, Fernsehserie, 2 Folgen)
- 2010: Bones – Die Knochenjägerin (Bones, Fernsehserie, Folge 5x11)
- 2011–2015: Castle (Fernsehserie, 93 Folgen)
- seit 2017: The Orville (Fernsehserie)
- seit 2024: Ted (Fernsehserie)
- 2025: BLKNWS: Terms & Conditions